# ساوت شیلدز
latitudeساوت شیلدزlongitudeساوت شیلدز
ساوت شیلدز (به انگلیسی: South Shields) شهری در کشور انگلستان است که این کشور خود بخشی از بریتانیا محسوب می‌شود. این شهر در سال ۱۹۹۱ میلادی ۸۳٫۷۰۴ نفر جمعیت داشته و در سرشماری سال ۲۰۰۱ جمعیت آن به ۸۲٫۸۵۴ نفر رسیده‌است. میزان رشد سالانهٔ جمعیت ساوت شیلدز ‎-۰٫۵۸ درصد می‌باشد و جمعیت این شهر در سال ۲۰۱۲ به ۷۷٫۷۴۲ نفر تغییر یافت.

## نگارخانه

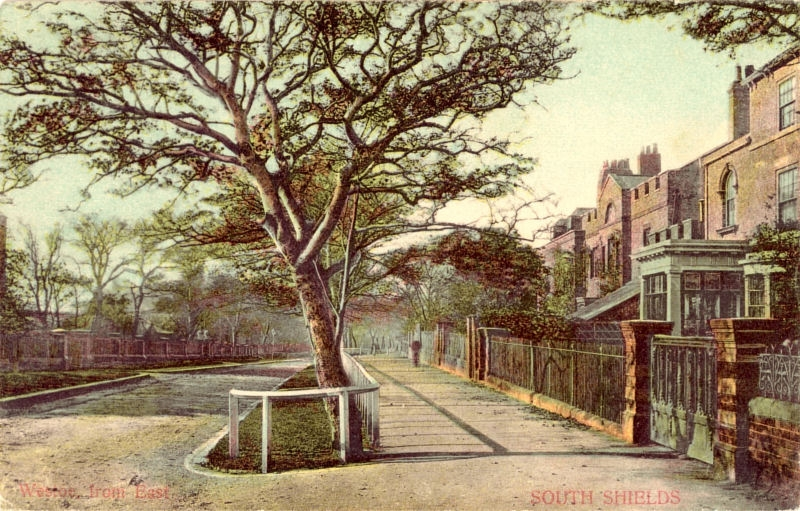
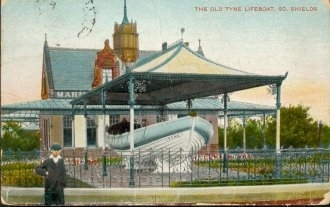
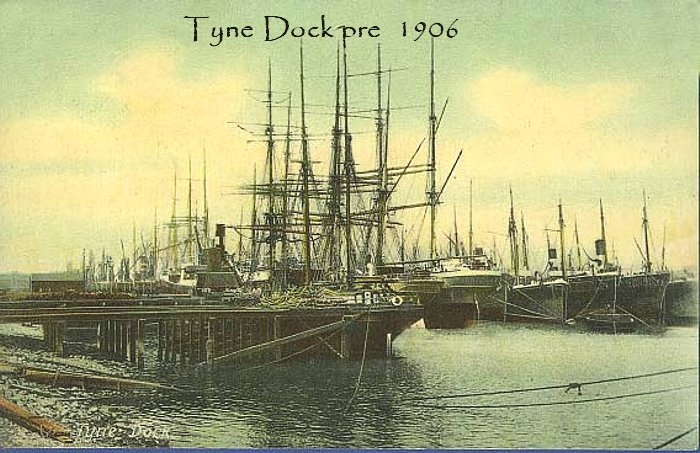
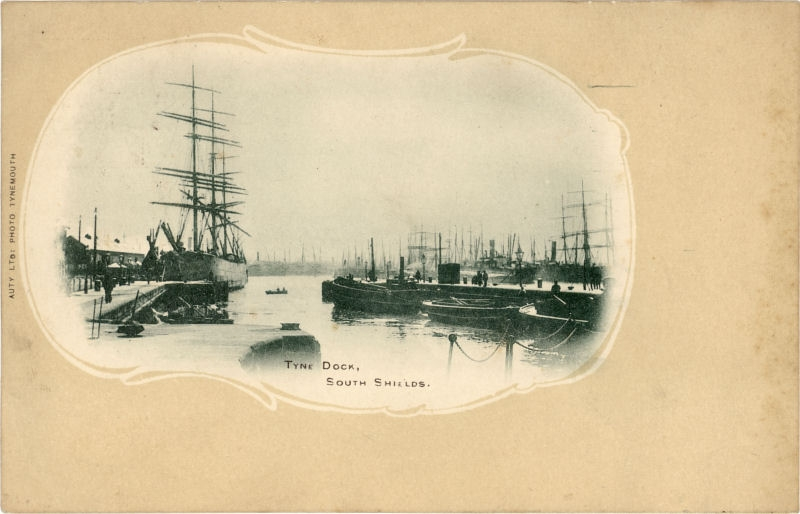
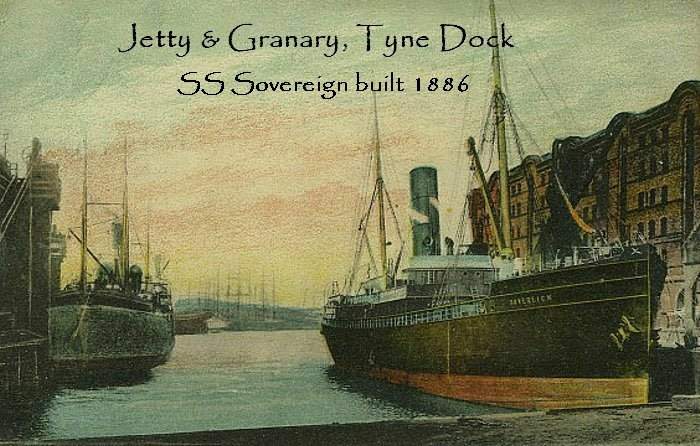
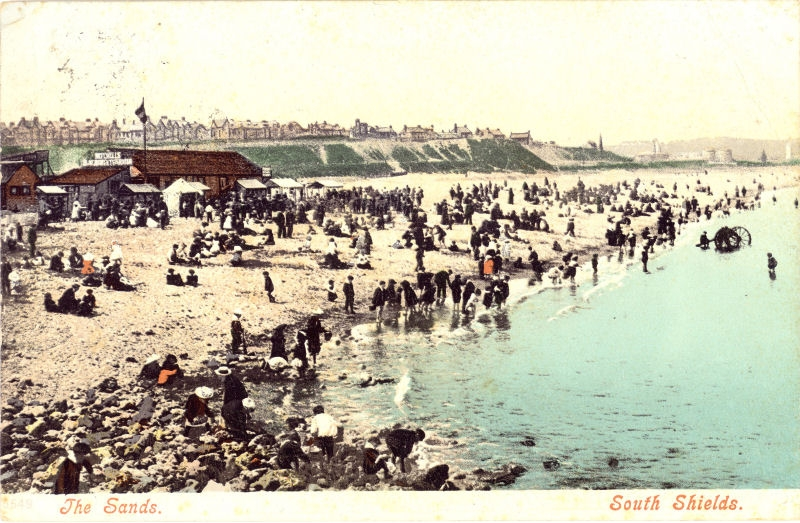
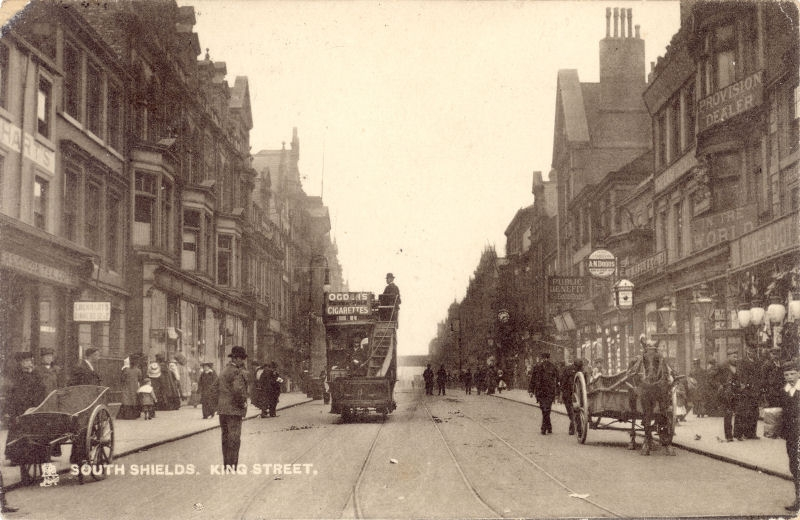
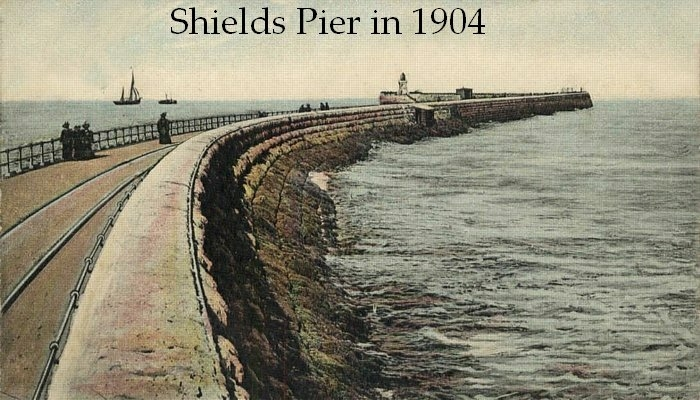
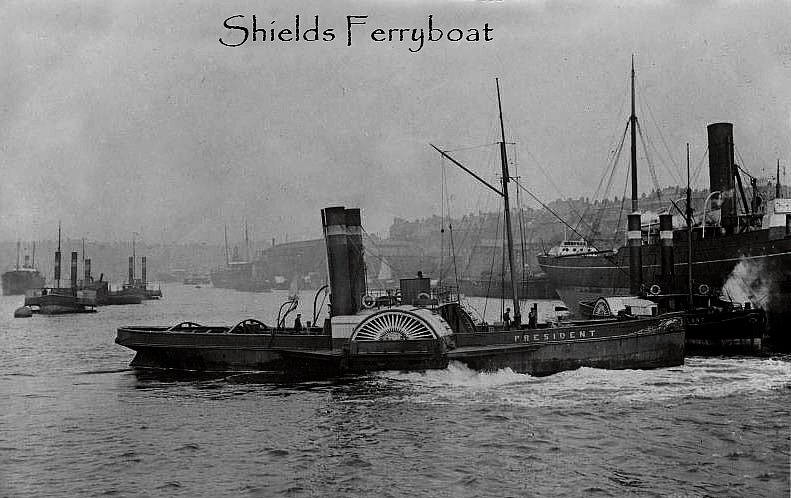
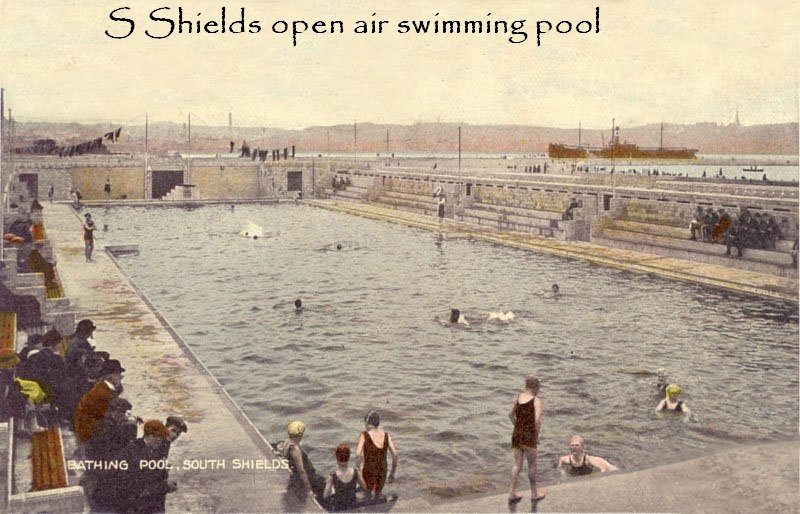
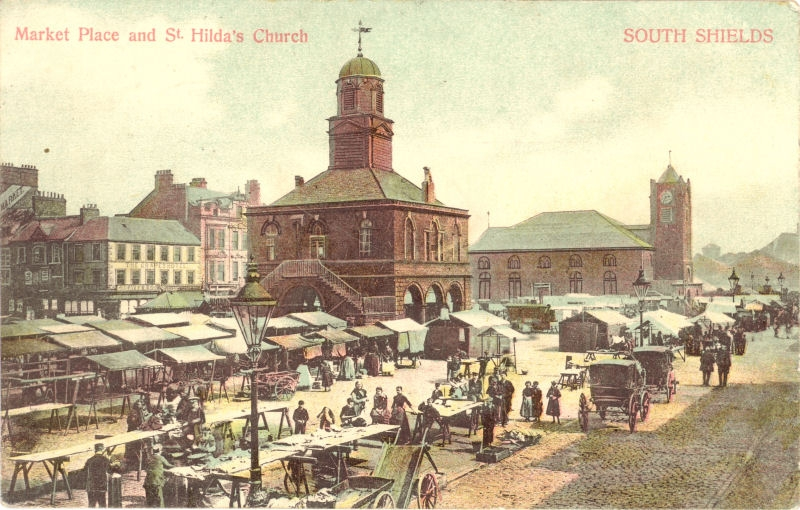
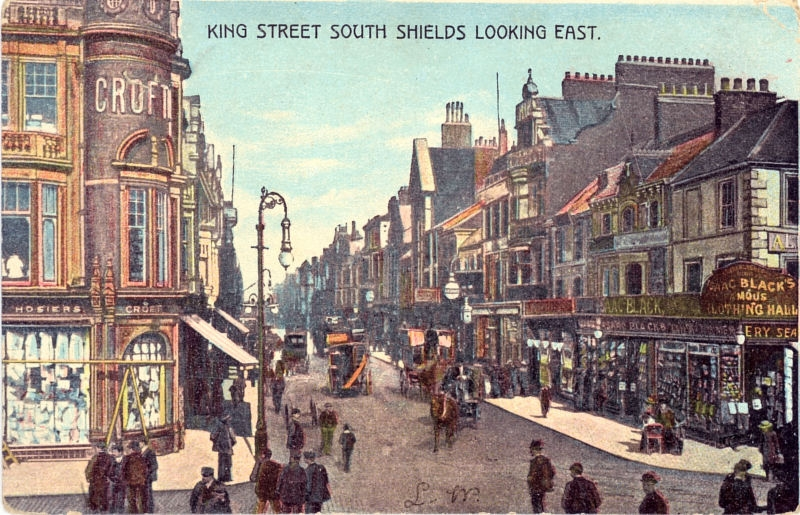
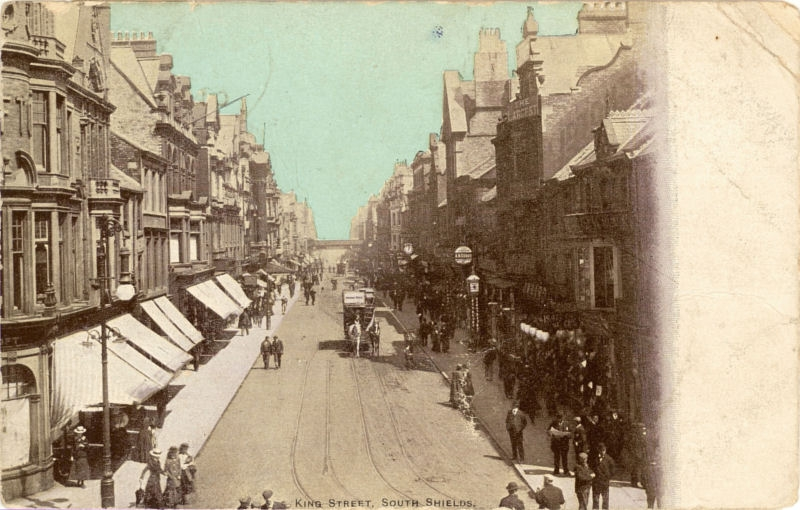
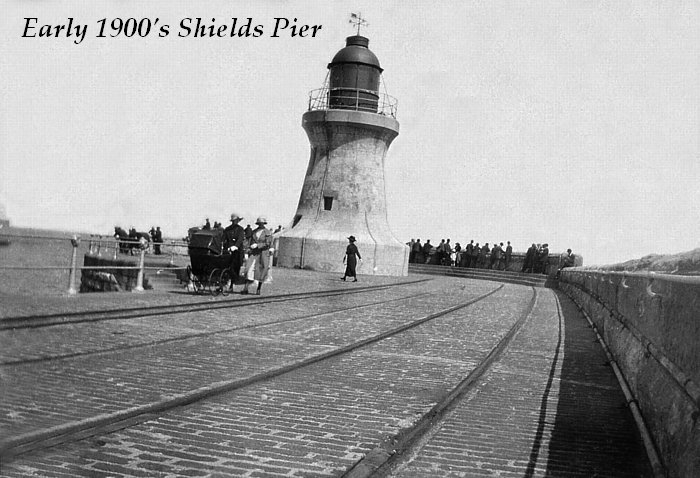